# Kim So-hui (pattinatrice di short track)
Kim So-hui (김소희?; Daegu, 16 settembre 1976) è un'ex pattinatrice di short track sudcoreana.

## Palmarès

### Olimpiadi
- Oro a Lillehammer 1994 nei 3000 metri staffetta.
- Bronzo a Lillehammer 1994 nei 1000 metri.

### Mondiali
- Oro a Denver 1992.
- Argento a Guildford 1994.

### Giochi asiatici
- Oro a Sapporo 1990 nei 1500 metri.
- Argento a Sapporo 1990 nella staffetta 3000 metri.
- Argento a Harbin 1996 nella staffetta 3000 metri.